# Thunder Buddies
Thunder Buddies (englisch für „Donnerfreunde“) ist ein musikalisches Stück der US-amerikanischen Schauspieler Seth MacFarlane und Mark Wahlberg, das die beiden in der US-amerikanischen Filmkomödie Ted aufführten. Im gleichen Jahr avancierte das Stück als Remix von Brisby & Jingles und DJ D.M.H zum Charthit im deutschsprachigen Raum.

## Hintergrund
Thunder Buddies entstammt der US-amerikanischen Filmkomödie Ted und wurde dort im Original von den beiden Schauspielern Seth MacFarlane und Mark Wahlberg aufgeführt. Das Stück hat lediglich eine Länge von 14 Sekunden und wurde von MacFarlane selbst, zusammen mit Alec Sulkin und Wessesley Wild geschrieben. Die Melodie basiert auf dem Traditional Oh! Susanna (1848). In der deutschsprachigen Synchronisation wurde das Stück von Oliver Mink (John Bennett) und Jan Odle (Ted) gesungen.
Die Erstveröffentlichung von Thunder Buddies erfolgte am 26. Juni 2012 bei Republic Records, als Teil des offiziellen Soundtracks zu Ted.

## Coverversion von Brisby & Jingles feat. DJ D.M.H

### Entstehung und Veröffentlichung

Frontcover zu Donnersong (Thunder Buddys)

Im Jahr der Erstveröffentlichung tätigte das deutsche Musikprojekt Brisby & Jingles, zusammen mit DJ D.M.H, einen Remix zu Thunder Buddies mit dem Titel Donnersong (Thunder Buddies). Letzterer war für die Bearbeitung der Komposition verantwortlich, womit DJ D.M.H neben den Originalautoren ebenfalls Urheber des Remix ist. Im Remix sind unter anderem auch die Stimmen der beiden Synchronsprecher Oliver Mink und Jan Odle zu hören.
Die Erstveröffentlichung von Donnersong (Thunder Buddies) erfolgte als Single am 24. August 2012 bei der Universal Music Group. Diese erschien als digitale Maxi-Single zum Download mit neun verschiedenen Versionen des Liedes.

### Inhalt
Der Donnersong (Thunder Buddies) ist eine Houseversion des Originals und beginnt mit einem lauten Donnerschlag sowie einem kurzen instrumentalen Intro. Nach einem weiteren Knall startet der Vers, so wie auch im Film. Nachdem dieser beendet ist, startet ein Instrumental, das stark an das Lied Tacatà erinnert (Januar 2012). Daraufhin folgen weitere Gesangsteile gemeinsam mit diesem Teil im Hintergrund. In den Remixen von Rob Miloo und Brisby selbst, unter seinem Pseudonym Crew 7, wurde das Instrumental durch andere Beats ersetzt.

### Chartplatzierungen
| ChartsChartplatzierungen | Höchstplatzierung | Wochen |
| ------------------------ | ----------------- | ------ |
| Deutschland (GfK)        | 25 (4 Wo.)        | 4      |
| Österreich (Ö3)          | 29 (4 Wo.)        | 4      |
| Schweiz (IFPI)           | 22 (3 Wo.)        | 3      |